# Lago d’Isola
Der Lago d’Isola ist ein Stausee im Schweizer Kanton Graubünden südlich des Dorfes San Bernardino in der Gemeinde Mesocco.
Die Länge des eigentlichen Sees beträgt rund einen Kilometer. Nördlich davon erstreckt sich auf einem weiteren Kilometer ein schmaler Wasserarm – die aufgestaute Moesa – bis fast zum Dorf San Bernardino. Der Ostseite des Sees entlang führt die A13.
Die Staumauer wurde zwischen 1957 und 1963 erbaut. Eigentümer der Talsperre und Betreiber sind die «Officine Idroelettriche di Mesolcina SA».

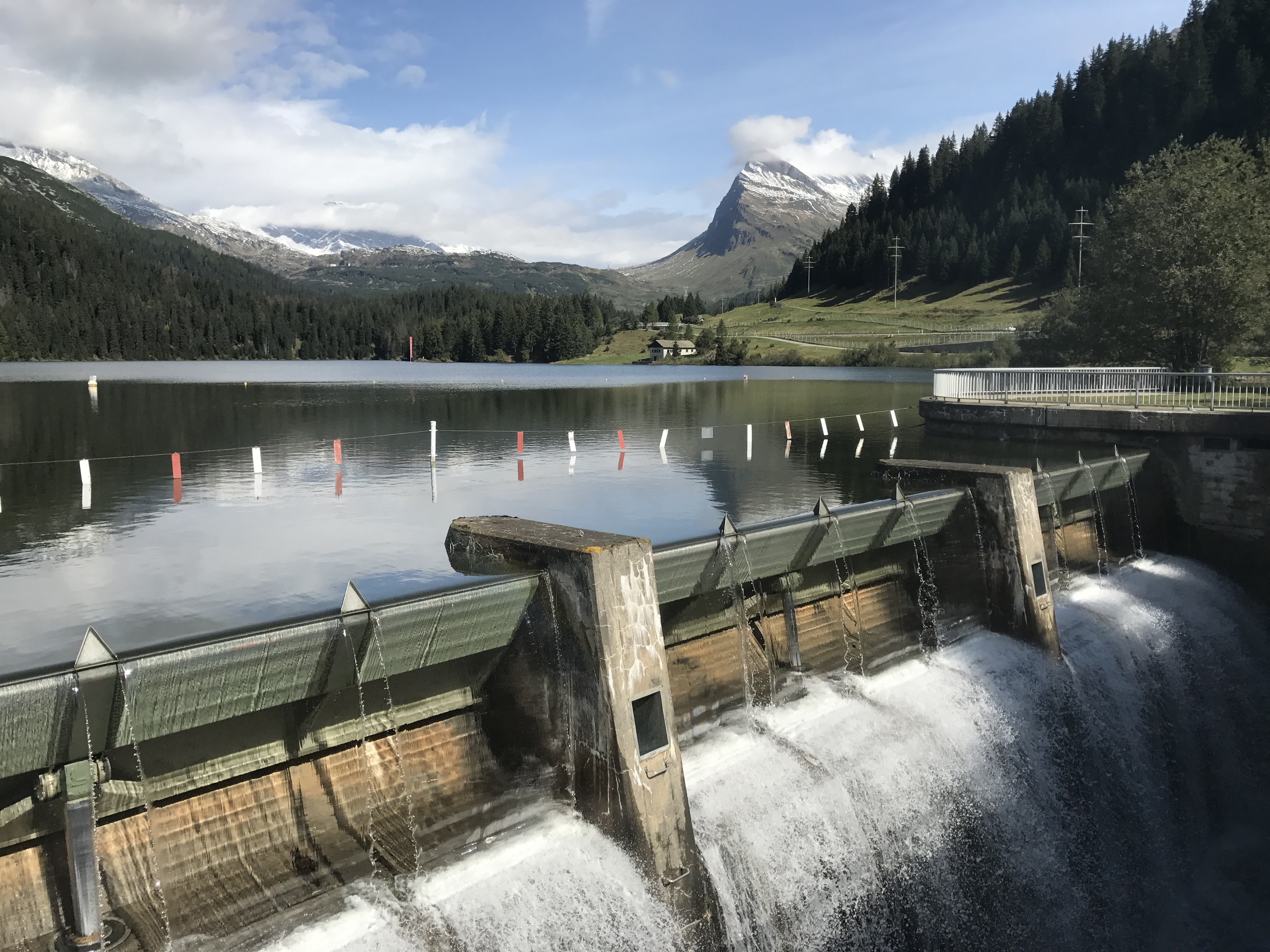
Überlauf bei sehr hohem Wasserstand
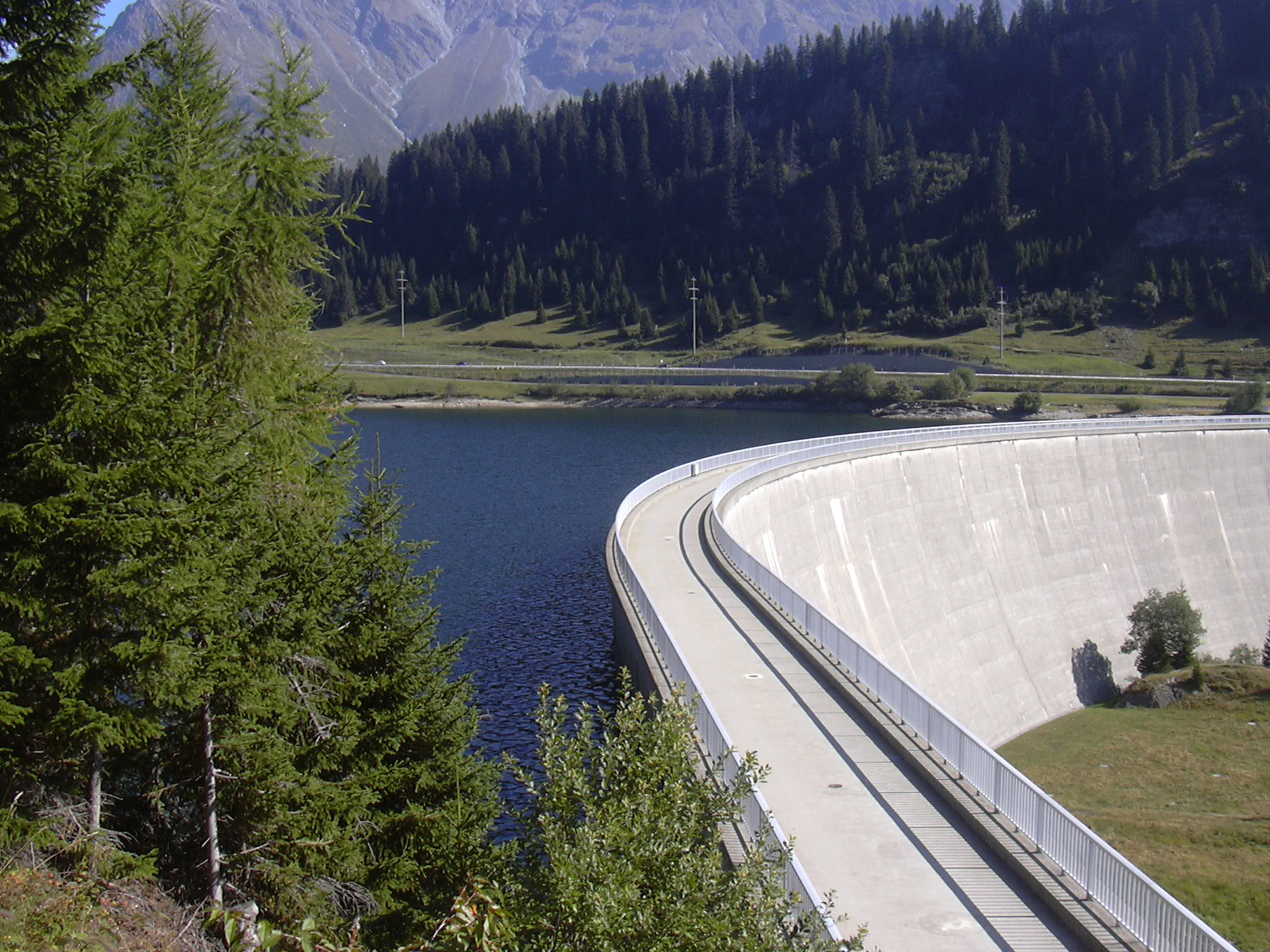
Staumauer